# 2015 (cég)
A 2015 egy videójáték-fejlesztő stúdió, melyet 1997-ben alapított Tom Kudirka, a cég későbbi elnöke és vezérigazgatója. A 2015 székhelye az Egyesült Államok Oklahoma államában található Tulsa városában van. A 2015 leginkább a kifejezetten sikeres Medal of Honor: Allied Assault című számítógépes játékáról vált ismertté. 2002-ben a vállalat huszonkét alkalmazottja kilépett a cégből és megalapította az Infinity Wardot, a Call of Duty franchise főfejlesztőjét.
2008 szeptemberében a cég bejelentette, hogy új fejlesztőstúdiót nyitott Tornado Studios név alatt, amely casual játékok fejlesztésével fog foglalatoskodni. Ezzel egy időben a 2015 azt is bejelentette, hogy továbbra is akciójátékokat fog fejleszteni.

## Játékaik
- SiN: Wages of Sin – (1999) (PC, kiegészítő csomag)
- Laser Arena – (2000) (PC) (Trainwreck Studios név alatt)
- CIA Operative: Solo Missions – (2001) (PC) (Trainwreck Studios név alatt)
- Medal of Honor: Allied Assault – (2002) (PC)
- Men of Valor – (2004) (PC, Xbox)
- Time Ace – (2007 (Nintendo DS, Trainwreck Studios név alatt)